# Séniergues
Séniergues település Franciaországban, Lot megyében. Lakosainak száma 144 fő (2022. január 1.). Séniergues Carlucet, Ginouillac, Montfaucon és Soucirac községekkel határos.

## Népesség
A település népessége az elmúlt években az alábbi módon változott:
| Lakosok száma | 108  | 130  | 128  | 132  | 128  | 127  | 131  | 137  | 141  | 144  |
|               | 1968 | 1982 | 1990 | 2006 | 2013 | 2015 | 2017 | 2019 | 2020 | 2022 |